# Milaan-Busseto
Milaan-Busseto was een wielerwedstrijd in Noord-Italië met als finishplaats Busseto. Het was een wedstrijd voor eliterenners onder 23 en werd voor het eerst gehouden in 1949 en voor het laatst in 2008.

## Lijst van winnaars

### Overwinningen per land
| Overwinningen | Land                |
| ------------- | ------------------- |
| 56            | Italië              |
| 2             | Verenigd Koninkrijk |
| 1             | Mexico , Zweden     |

### Meervoudige winnaars
| Overwinningen | Renner            | Land   | Jaren       |
| ------------- | ----------------- | ------ | ----------- |
| 2             | Vittorio Algeri   | Italië | 1973 + 1974 |
| 2             | Giovanni Lombardi | Italië | 1990 + 1991 |